# Magdalena Kowalczyk
Magdalena Kowalczyk (ur. 22 września 1991) – polska judoczka.
Zawodniczka klubów: TKS Judo Toruń (2005-2010), KS AZS AWFiS Gdańsk (od 2010). Dwukrotna wicemistrzyni Polski seniorek w kategorii do 63 kg (2012, 2013). Ponadto medalistka młodzieżowych mistrzostw Polski (2012 - srebro) i mistrzostw Polski juniorów (2009 - srebro, 2010 - brąz).